# 千葉県立船橋特別支援学校
千葉県立船橋特別支援学校（ちばけんりつ ふなばしとくべつしえんがっこう）は、千葉県船橋市上山町にある特別支援学校。肢体不自由者を教育対象とする。

## 指導科構成
後述のとおり千葉県立船橋夏見特別支援学校に中学部・高等部が分離し、現在本校は小学部のみとなっている。

## 沿革
- 1977年（昭和52年）4月1日 - 千葉県立船橋養護学校設立
- 2007年（平成19年）4月1日 - 学校名を「千葉県立船橋特別支援学校」に変更
- 2015年（平成27年）4月1日 - 分校として「千葉県立船橋夏見特別支援学校」が設立され、中学部・高等部が分離。当校は小学部のみとなる。